# Dutch Open 1993
Die Dutch Open 1993 im Badminton fanden vom 6. bis 10. Oktober 1993 im Sportcentrum de Maaspoort in Den Bosch statt.

## Sieger und Platzierte
| Disziplin    | Gold                            | Silber                             | Bronze                             |
| ------------ | ------------------------------- | ---------------------------------- | ---------------------------------- |
| Herreneinzel | Poul-Erik Høyer Larsen          | Alan Budikusuma                    | Jens Olsson                        |
| Herreneinzel | Poul-Erik Høyer Larsen          | Alan Budikusuma                    | Sompol Kukasemkij                  |
| Dameneinzel  | Susi Susanti                    | Camilla Martin                     | Liu Yuhong                         |
| Dameneinzel  | Susi Susanti                    | Camilla Martin                     | Christine Gandrup                  |
| Herrendoppel | Cheah Soon Kit Soo Beng Kiang   | Jiang Xin Yu Qi                    | Yap Yee Guan Yap Yee Hup           |
| Herrendoppel | Cheah Soon Kit Soo Beng Kiang   | Jiang Xin Yu Qi                    | Huang Zhanzhong Liu Di             |
| Damendoppel  | Finarsih Lili Tampi             | Joanne Goode Zhang Ning            | Haruko Matsuda Aiko Miyamura       |
| Damendoppel  | Finarsih Lili Tampi             | Joanne Goode Zhang Ning            | Chen Ying Wu Yuhong                |
| Mixed        | Jan-Eric Antonsson Astrid Crabo | Pär-Gunnar Jönsson Maria Bengtsson | Christian Jakobsen Marlene Thomsen |
| Mixed        | Jan-Eric Antonsson Astrid Crabo | Pär-Gunnar Jönsson Maria Bengtsson | Peter Axelsson Gillian Gowers      |

## Finalresultate
| Disziplin    | Sieger                          | Finalist                           | Ergebnis           |
| ------------ | ------------------------------- | ---------------------------------- | ------------------ |
| Herreneinzel | Poul-Erik Høyer Larsen          | Alan Budikusuma                    | 11-15, 15-5, 15-11 |
| Dameneinzel  | Susi Susanti                    | Camilla Martin                     | 11-7, 11-1         |
| Herrendoppel | Cheah Soon Kit Soo Beng Kiang   | Jiang Xin Yu Qi                    | 15-4, 17-14        |
| Damendoppel  | Finarsih Lili Tampi             | Joanne Wright Zhang Ning           | 15-9, 15-3         |
| Mixed        | Jan-Eric Antonsson Astrid Crabo | Pär-Gunnar Jönsson Maria Bengtsson | 18-13, 9-15, 15-9  |